# بيدرالافيس
بلدية بيدرالافيس (بالإسبانية: Piedralaves) هي بلدية تقع في مقاطعة آبلة التابعة لمنطقة قشتالة وليون وسط إسبانيا.

## الديموغرافيا
بلغ عدد سكان بلدية بيدرالافيس 2.298 نسمة عام 2011 (وفقاً للمعهد الوطني للإحصاء الإسباني).
| 2.173 | 2.105 | 2.100 | 2.154 | 2.197 | 2.250 | 2.298 |